# Улица Павленко (Владикавказ)

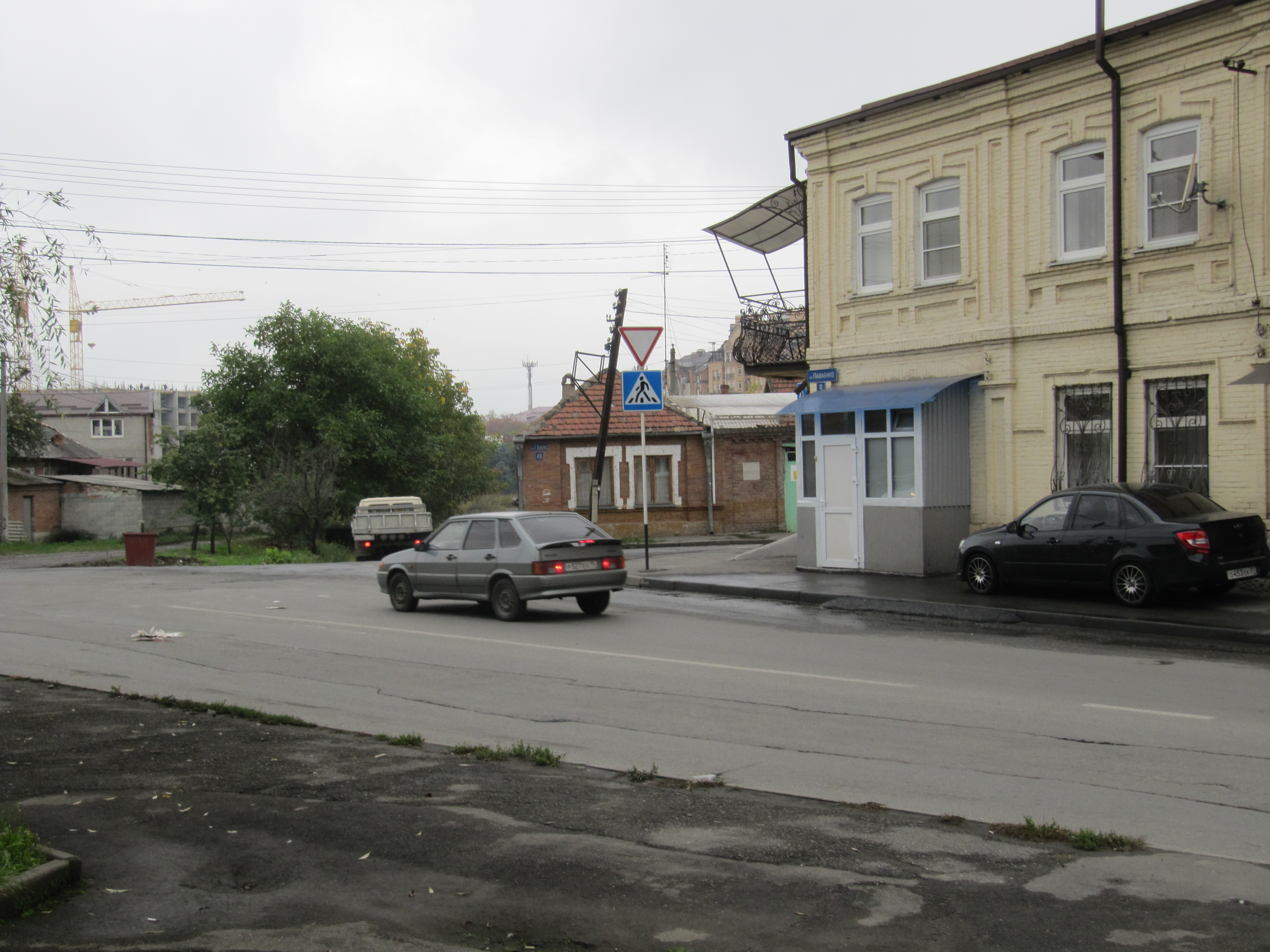
Дом Газдановых на перекрёстке улиц Павленко и Гаппо Баева

Улица Павленко — улица во Владикавказе, Северная Осетия, Россия. Находится в Иристонском муниципальном округе между улицами Чермена Баева и Пушкинской. Начинается от улицы Чермена Баева.

## Расположение
Улица Павленко пересекается с улицами Гаппо Баева, Алибека Кантемирова, Койбаева, Кутузова и Комсомольская.
На улице Павленко заканчиваются улица Димитрова, Осетинская и Иронский переулок.

## История
Улица названа именем советского писателя Петра Андреевича Павленко.
Улица сформировалась в первой четверти XIX века. Впервые упоминается как «Балкинская улица» в списке улиц Владикавказа от 1891 года. Упоминается под этим же названием в Перечне улиц, площадей и переулков от 1911 и 1925 годов.
3 июня 1952 года решением Дзауджикауского горсовета Балкинская улица была переименована в «улицу Павленко».

## Достопримечательности
- На пересечении улицы Павленко и Гаппо Баева находится Дом Газдановых (№ 65/9), который является памятником истории и культуры Северной Осетии[5].

Памятники культурного наследия России
- Кладбище на улице Павленко

1. Могила Гассиева Виктора Афанасьевича (1879—1962 гг.), изобретателя (№ 1530323000)
2. Могила Гурджибекова Георгия (Заурбека) Николаевича (1910—1967 гг.), заслуженного деятеля искусств РСФСР и СОАССР, композитора (№ 1530324000)
3. Могила Колесникова Ефима Александровича (1891—1975 гг.), заслуженного учителя РСФСР, композитора (№ 1530325000)

- Осетинское кладбище

1. Могила Цуциева Б. А., профессора, одного из старейших работников Северо-Осетинского университета (№ 1500000256)
2. Могила Шмидта П. П., архитектора (№ 1500000257)